# I Am Mina
I am Mina, pubblicato nel 2011, è una raccolta della cantante italiana Mina.
Questa raccolta non è inclusa nella discografia sul sito ufficiale minamazzini.com.

## Tracce
1. Take Me (L'importante è finire) - 3.27
2. Runaway (E poi...) - 4.49
3. More Than Strangers (Vorrei che fosse amore) - 2.24
4. Love Me (Uappa) - 3.32
5. Never, Never, Never (Grande, grande, grande) - 3.59
6. I Still Love You (Fate piano) - 3.52
7. Why? (Why Do You Treat Me Like You Do?) (Vorrei averti nonostante tutto) - 4.35
8. The Way I Love You (Amore mio) - 4.37
9. Where Would I Be Without Your Love? (Ancora dolcemente) - 4.19
10. Don't Ask Me to Love You (Domenica sera) - 3.18
11. This World We Love In (Il cielo in una stanza) - 2.31
12. Quand'ero piccola (versione in inglese) - 2.46
13. Io innamorata (versione in inglese) - 2.58
14. I discorsi  (versione in inglese) - 3.11
15. Walk On By - 8.26
16. Strangers in the Night - 3.43
17. Only You - 4.03
18. Stardust - 3.54